# Rita Ora/Auszeichnungen für Musikverkäufe

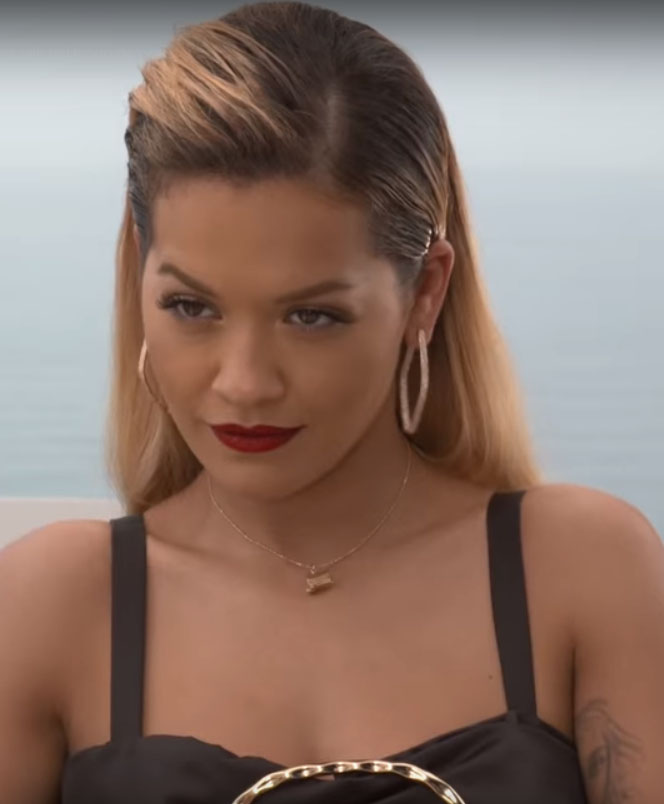
Rita Ora (2018)

Dies ist eine Übersicht über die Auszeichnungen für Musikverkäufe der britischen Contemporary-R&B- und Popsängerin Rita Ora. Die Auszeichnungen finden sich nach ihrer Art (Gold, Platin usw.), nach Staaten getrennt in chronologischer Reihenfolge, geordnet sowie nach den Tonträgern selbst, ebenfalls in chronologischer Reihenfolge, getrennt nach Medium (Alben, Singles usw.), wieder.

## Auszeichnungen
| - Vereinigtes Königreich - 2015: für die Single Doing It - 2019: für die Single Carry On - 2020: für die Single Only Want You - 2021: für die Single Shine Ya Light - 2021: für die Single You for Me - 2022: für die Single Radioactive - Australien - 2013: für die Single Radioactive - 2015: für die Single Poison - 2019: für die Single Girls - 2019: für die Single Carry On - Belgien - 2018: für die Single Lonely Together - 2018: für die Single Anywhere - 2018: für die Single For You - 2019: für die Single Let You Love Me - 2019: für die Single Ritual - Brasilien - 2019: für die Single Only Want You - Dänemark - 2012: für das Streaming R.I.P. (mit Tinie Tempah) - 2014: für das Streaming I Will Never Let You Down - 2021: für die Single Carry On - 2022: für die Single Only Want You - 2023: für die Single Ritual - Deutschland - 2015: für die Single I Will Never Let You Down - 2018: für die Single Anywhere - 2018: für die Single Black Widow - 2019: für die Single Let You Love Me - 2022: für die Single Hallelujah - 2023: für die Single Do They Know It’s Christmas? - Frankreich - 2017: für die Single Your Song - 2018: für die Single For You - 2019: für die Single Anywhere - 2020: für die Single Let You Love Me - 2020: für die Single Ritual - Italien - 2014: für die Single I Will Never Let You Down - 2018: für die Single Anywhere - 2018: für die Single Do They Know It’s Christmas? - 2019: für die Single Let You Love Me - 2019: für die Single Ritual - Kanada - 2018: für die Single Anywhere - 2018: für das Album Phoenix - 2019: für die Single Carry On - 2023: für die Single You for Me - Mexiko - 2020: für die Single Carry On - Neuseeland - 2012: für die Single How We Do (Party) - 2013: für die Single R.I.P. (mit Tinie Tempah) - 2019: für das Album Ora - Niederlande - 2019: für das Album Phoenix - Norwegen - 2020: für die Single Girls - Österreich - 2017: für die Single Your Song - 2018: für die Single For You - 2018: für die Single Anywhere - 2019: für die Single Let You Love Me - Polen - 2019: für die Single Girls - 2021: für die Single Only Want You - 2022: für die Single Lonely Together - Portugal - 2018: für die Single For You - 2019: für die Single Anywhere - 2019: für die Single Your Song - 2020: für die Single Ritual - Schweden - 2017: für die Single Your Song - 2018: für die Single For You - Schweiz - 2018: für die Single Let You Love Me - 2019: für die Single Carry On - Singapur - 2019: für das Album Phoenix - Spanien - 2014: für das Streaming Black Widow - 2015: für die Single Black Widow - 2024: für die Single For You - 2024: für die Single Let You Love Me - 2024: für die Single Your Song - Vereinigte Staaten - 2019: für die Single Your Song - 2019: für die Single Let You Love Me - Vereinigtes Königreich - 2014: für die Single Do They Know It’s Christmas? - 2017: für die Single Coming Home - 2020: für die Single Bridge over Troubled Water - 2020: für die Single Body on Me - 2021: für die Single Girls | - Australien - 2012: für die Single R.I.P. (mit Tinie Tempah) - 2014: für die Single Black Widow - 2014: für die Single I Will Never Let You Down - Belgien - 2017: für die Single Your Song - Brasilien - 2019: für die Single Anywhere - 2019: für die Single Your Song - Dänemark - 2014: für das Streaming Black Widow - 2019: für die Single Lonely Together - 2021: für die Single Anywhere - 2024: für die Single Let You Love Me - 2024: für die Single For You - Deutschland - 2021: für die Single Lonely Together - 2023: für die Single For You - Frankreich - 2019: für die Single Lonely Together - Italien - 2017: für die Single Your Song - 2018: für die Single Lonely Together - 2019: für die Single For You - 2019: für die Single Black Widow - Kanada - 2018: für die Single Lonely Together - 2018: für die Single Your Song - 2021: für die Single Ritual - 2021: für die Single For You - Mexiko - 2022: für die Single R.I.P. (mit Sofia Reyes) - Neuseeland - 2015: für die Single I Will Never Let You Down - 2015: für die Single Black Widow - 2021: für die Single For You - 2022: für das Album Phoenix - Niederlande - 2018: für die Single Your Song - 2018: für die Single Anywhere - 2019: für die Single Let You Love Me - Norwegen - 2020: für die Single Anywhere - 2020: für die Single For You - 2020: für die Single Let You Love Me - 2020: für die Single Ritual - Polen - 2020: für die Single Carry On - 2020: für das Album Phoenix - Portugal - 2020: für die Single Lonely Together - 2022: für die Single Let You Love Me - 2022: für die Single R.I.P. (mit Sofia Reyes) - Schweden - 2020: für die Single Ritual - Schweiz - 2017: für die Single Your Song - 2018: für die Single Anywhere - Spanien - 2024: für die Single Anywhere - 2024: für die Single Lonely Together - 2025: für die Single R.I.P. (mit Sofia Reyes) - 2025: für die Single Ritual - Vereinigte Staaten - 2020: für die Single Lonely Together - 2020: für die Single R.I.P. (mit Sofia Reyes, Latin) - Vereinigtes Königreich - 2013: für das Album Ora - 2016: für die Single I Will Never Let You Down - 2016: für die Single Hot Right Now - 2018: für die Single Black Widow - 2018: für die Single R.I.P. (mit Tinie Tempah) - 2020: für die Single For You - 2022: für die Single Ritual - 2022: für die Single How We Do (Party) - 2023: für die Single Poison - 2023: für das Album Phoenix - Deutschland - 2020: für die Single Your Song | - Australien - 2012: für die Single How We Do (Party) - 2021: für die Single For You - Brasilien - 2019: für die Single Girls - 2019: für die Single Let You Love Me - 2023: für die Single Lonely Together - Dänemark - 2024: für die Single Your Song - Kanada - 2014: für die Single Black Widow - Neuseeland - 2022: für die Single Anywhere - 2023: für die Single Lonely Together - 2023: für die Single Let You Love Me - 2024: für die Single Body on Me - Norwegen - 2020: für die Single Black Widow - 2020: für die Single Lonely Together - 2020: für die Single Your Song - Peru - 2020: für die Single R.I.P. (mit Sofia Reyes) - Polen - 2019: für die Single For You - 2021: für die Single Your Song - Schweden - 2015: für die Single Black Widow - Vereinigtes Königreich - 2019: für die Single Anywhere - 2020: für die Single Your Song - 2022: für die Single Lonely Together - 2023: für die Single Let You Love Me - Australien - 2019: für die Single Anywhere - Brasilien - 2019: für die Single R.I.P. (mit Sofia Reyes) - 2024: für die Single Black Widow - 2024: für die Single Ritual - Neuseeland - 2023: für die Single Your Song - Norwegen - 2020: für das Album Phoenix - Vereinigtes Königreich - 2022: für die Single Hallelujah - Australien - 2022: für die Single Let You Love Me - Australien - 2022: für die Single Your Song - Vereinigte Staaten - 2023: für die Single Black Widow - Brasilien - 2024: für die Single For You - Polen - 2020: für die Single Anywhere - 2021: für die Single Let You Love Me - 2021: für die Single Ritual |

## Auszeichnungen nach Alben

### Ora
| Land/Region                  | Auszeichnungen für Musikverkäufe (Land/Region, Auszeichnung, Verkäufe) | Verkäufe |
| ---------------------------- | ---------------------------------------------------------------------- | -------- |
| Neuseeland (RMNZ)            | Gold                                                                   | 7.500    |
| Vereinigtes Königreich (BPI) | Platin                                                                 | 300.000  |
| Insgesamt                    | 1× Gold · 1× Platin ·                                                  | 307.500  |

### Phoenix
| Land/Region                  | Auszeichnungen für Musikverkäufe (Land/Region, Auszeichnung, Verkäufe) | Verkäufe |
| ---------------------------- | ---------------------------------------------------------------------- | -------- |
| Kanada (MC)                  | Gold                                                                   | 40.000   |
| Neuseeland (RMNZ)            | Platin                                                                 | 15.000   |
| Niederlande (NVPI)           | Gold                                                                   | 20.000   |
| Norwegen (IFPI)              | 3× Platin                                                              | 60.000   |
| Polen (ZPAV)                 | Platin                                                                 | 20.000   |
| Singapur (RIAS)              | Gold                                                                   | 5.000    |
| Vereinigtes Königreich (BPI) | Platin                                                                 | 300.000  |
| Insgesamt                    | 3× Gold · 6× Platin ·                                                  | 460.000  |

## Auszeichnungen nach Singles

### Hallelujah
| Land/Region                  | Auszeichnungen für Musikverkäufe (Land/Region, Auszeichnung, Verkäufe) | Verkäufe  |
| ---------------------------- | ---------------------------------------------------------------------- | --------- |
| Deutschland (BVMI)           | Gold                                                                   | 150.000   |
| Vereinigtes Königreich (BPI) | 3× Platin                                                              | 1.800.000 |
| Insgesamt                    | 1× Gold · 3× Platin ·                                                  | 1.950.000 |

### Hot Right Now
| Land/Region                  | Auszeichnungen für Musikverkäufe (Land/Region, Auszeichnung, Verkäufe) | Verkäufe |
| ---------------------------- | ---------------------------------------------------------------------- | -------- |
| Vereinigtes Königreich (BPI) | Platin                                                                 | 600.000  |
| Insgesamt                    | 1× Platin ·                                                            | 600.000  |

### R.I.P.(mit Tinie Tempah)
| Land/Region                  | Auszeichnungen für Musikverkäufe (Land/Region, Auszeichnung, Verkäufe) | Verkäufe |
| ---------------------------- | ---------------------------------------------------------------------- | -------- |
| Australien (ARIA)            | Platin                                                                 | 70.000   |
| Neuseeland (RMNZ)            | Gold                                                                   | 7.500    |
| Vereinigtes Königreich (BPI) | Platin                                                                 | 600.000  |
| Insgesamt                    | 1× Gold · 2× Platin ·                                                  | 677.500  |

### How We Do (Party)
| Land/Region                  | Auszeichnungen für Musikverkäufe (Land/Region, Auszeichnung, Verkäufe) | Verkäufe |
| ---------------------------- | ---------------------------------------------------------------------- | -------- |
| Australien (ARIA)            | 2× Platin                                                              | 140.000  |
| Neuseeland (RMNZ)            | Gold                                                                   | 7.500    |
| Vereinigtes Königreich (BPI) | Platin                                                                 | 600.000  |
| Insgesamt                    | 1× Gold · 3× Platin ·                                                  | 747.500  |

### Shine Ya Light
| Land/Region                  | Auszeichnungen für Musikverkäufe (Land/Region, Auszeichnung, Verkäufe) | Verkäufe |
| ---------------------------- | ---------------------------------------------------------------------- | -------- |
| Vereinigtes Königreich (BPI) | Silber                                                                 | 200.000  |
| Insgesamt                    | 1× Silber ·                                                            | 200.000  |

### Radioactive
| Land/Region                  | Auszeichnungen für Musikverkäufe (Land/Region, Auszeichnung, Verkäufe) | Verkäufe |
| ---------------------------- | ---------------------------------------------------------------------- | -------- |
| Australien (ARIA)            | Gold                                                                   | 35.000   |
| Vereinigtes Königreich (BPI) | Silber                                                                 | 200.000  |
| Insgesamt                    | 1× Silber · 1× Gold ·                                                  | 235.000  |

### I Will Never Let You Down
| Land/Region                  | Auszeichnungen für Musikverkäufe (Land/Region, Auszeichnung, Verkäufe) | Verkäufe  |
| ---------------------------- | ---------------------------------------------------------------------- | --------- |
| Australien (ARIA)            | Platin                                                                 | 70.000    |
| Deutschland (BVMI)           | Gold                                                                   | 150.000   |
| Italien (FIMI)               | Gold                                                                   | 15.000    |
| Neuseeland (RMNZ)            | Platin                                                                 | 15.000    |
| Vereinigtes Königreich (BPI) | Platin                                                                 | 1.000.000 |
| Insgesamt                    | 2× Gold · 3× Platin ·                                                  | 1.250.000 |

### Black Widow
| Land/Region                  | Auszeichnungen für Musikverkäufe (Land/Region, Auszeichnung, Verkäufe) | Verkäufe  |
| ---------------------------- | ---------------------------------------------------------------------- | --------- |
| Australien (ARIA)            | Platin                                                                 | 70.000    |
| Brasilien (PMB)              | 3× Platin                                                              | 180.000   |
| Deutschland (BVMI)           | Gold                                                                   | 200.000   |
| Frankreich (SNEP)            | —                                                                      | 27.500    |
| Italien (FIMI)               | Platin                                                                 | 50.000    |
| Kanada (MC)                  | 2× Platin                                                              | 160.000   |
| Neuseeland (RMNZ)            | Platin                                                                 | 15.000    |
| Norwegen (IFPI)              | 2× Platin                                                              | 120.000   |
| Schweden (IFPI)              | 2× Platin                                                              | 80.000    |
| Spanien (Promusicae)         | Gold                                                                   | 20.000    |
| Vereinigte Staaten (RIAA)    | 5× Platin                                                              | 5.000.000 |
| Vereinigtes Königreich (BPI) | Platin                                                                 | 600.000   |
| Insgesamt                    | 2× Gold · 18× Platin ·                                                 | 6.522.500 |

### Do They Know It’s Christmas?
| Land/Region                  | Auszeichnungen für Musikverkäufe (Land/Region, Auszeichnung, Verkäufe) | Verkäufe |
| ---------------------------- | ---------------------------------------------------------------------- | -------- |
| Deutschland (BVMI)           | Gold                                                                   | 200.000  |
| Italien (FIMI)               | Gold                                                                   | 25.000   |
| Vereinigtes Königreich (BPI) | Gold                                                                   | 526.000  |
| Insgesamt                    | 3× Gold ·                                                              | 751.000  |

### Doing It
| Land/Region                  | Auszeichnungen für Musikverkäufe (Land/Region, Auszeichnung, Verkäufe) | Verkäufe |
| ---------------------------- | ---------------------------------------------------------------------- | -------- |
| Vereinigtes Königreich (BPI) | Silber                                                                 | 200.000  |
| Insgesamt                    | 1× Silber ·                                                            | 200.000  |

### Poison
| Land/Region                  | Auszeichnungen für Musikverkäufe (Land/Region, Auszeichnung, Verkäufe) | Verkäufe |
| ---------------------------- | ---------------------------------------------------------------------- | -------- |
| Australien (ARIA)            | Gold                                                                   | 35.000   |
| Vereinigtes Königreich (BPI) | Platin                                                                 | 600.000  |
| Insgesamt                    | 1× Gold · 1× Platin ·                                                  | 635.000  |

### Body on Me
| Land/Region                  | Auszeichnungen für Musikverkäufe (Land/Region, Auszeichnung, Verkäufe) | Verkäufe |
| ---------------------------- | ---------------------------------------------------------------------- | -------- |
| Neuseeland (RMNZ)            | 2× Platin                                                              | 60.000   |
| Vereinigtes Königreich (BPI) | Gold                                                                   | 400.000  |
| Insgesamt                    | 1× Gold · 2× Platin ·                                                  | 460.000  |

### Coming Home
| Land/Region                  | Auszeichnungen für Musikverkäufe (Land/Region, Auszeichnung, Verkäufe) | Verkäufe |
| ---------------------------- | ---------------------------------------------------------------------- | -------- |
| Vereinigtes Königreich (BPI) | Gold                                                                   | 400.000  |
| Insgesamt                    | 1× Gold ·                                                              | 400.000  |

### Your Song
| Land/Region                  | Auszeichnungen für Musikverkäufe (Land/Region, Auszeichnung, Verkäufe) | Verkäufe  |
| ---------------------------- | ---------------------------------------------------------------------- | --------- |
| Australien (ARIA)            | 5× Platin                                                              | 350.000   |
| Belgien (BRMA)               | Platin                                                                 | 30.000    |
| Brasilien (PMB)              | Platin                                                                 | 40.000    |
| Dänemark (IFPI)              | 2× Platin                                                              | 180.000   |
| Deutschland (BVMI)           | 3× Gold                                                                | 600.000   |
| Frankreich (SNEP)            | Gold                                                                   | 66.666    |
| Italien (FIMI)               | Platin                                                                 | 50.000    |
| Kanada (MC)                  | Platin                                                                 | 80.000    |
| Neuseeland (RMNZ)            | 3× Platin                                                              | 90.000    |
| Niederlande (NVPI)           | Platin                                                                 | 80.000    |
| Norwegen (IFPI)              | 2× Platin                                                              | 120.000   |
| Österreich (IFPI)            | Gold                                                                   | 15.000    |
| Polen (ZPAV)                 | 2× Platin                                                              | 100.000   |
| Portugal (AFP)               | Gold                                                                   | 5.000     |
| Schweden (IFPI)              | Gold                                                                   | 20.000    |
| Schweiz (IFPI)               | Platin                                                                 | 20.000    |
| Spanien (Promusicae)         | Gold                                                                   | 30.000    |
| Vereinigte Staaten (RIAA)    | Gold                                                                   | 500.000   |
| Vereinigtes Königreich (BPI) | 2× Platin                                                              | 1.400.000 |
| Insgesamt                    | 7× Gold · 23× Platin ·                                                 | 3.776.666 |

### Bridge over Troubled Water
| Land/Region                  | Auszeichnungen für Musikverkäufe (Land/Region, Auszeichnung, Verkäufe) | Verkäufe |
| ---------------------------- | ---------------------------------------------------------------------- | -------- |
| Vereinigtes Königreich (BPI) | Gold                                                                   | 400.000  |
| Insgesamt                    | 1× Gold ·                                                              | 400.000  |

### Lonely Together
| Land/Region                  | Auszeichnungen für Musikverkäufe (Land/Region, Auszeichnung, Verkäufe) | Verkäufe  |
| ---------------------------- | ---------------------------------------------------------------------- | --------- |
| Belgien (BRMA)               | Gold                                                                   | 15.000    |
| Brasilien (PMB)              | 2× Platin                                                              | 80.000    |
| Dänemark (IFPI)              | Platin                                                                 | 90.000    |
| Deutschland (BVMI)           | Platin                                                                 | 400.000   |
| Frankreich (SNEP)            | Platin                                                                 | 200.000   |
| Italien (FIMI)               | Platin                                                                 | 50.000    |
| Kanada (MC)                  | Platin                                                                 | 80.000    |
| Neuseeland (RMNZ)            | 2× Platin                                                              | 60.000    |
| Norwegen (IFPI)              | 2× Platin                                                              | 120.000   |
| Polen (ZPAV)                 | Gold                                                                   | 25.000    |
| Portugal (AFP)               | Platin                                                                 | 10.000    |
| Spanien (Promusicae)         | Platin                                                                 | 60.000    |
| Vereinigte Staaten (RIAA)    | Platin                                                                 | 1.000.000 |
| Vereinigtes Königreich (BPI) | 2× Platin                                                              | 1.200.000 |
| Insgesamt                    | 2× Gold · 16× Platin ·                                                 | 3.390.000 |

### Anywhere
| Land/Region                  | Auszeichnungen für Musikverkäufe (Land/Region, Auszeichnung, Verkäufe) | Verkäufe  |
| ---------------------------- | ---------------------------------------------------------------------- | --------- |
| Australien (ARIA)            | 3× Platin                                                              | 210.000   |
| Belgien (BRMA)               | Gold                                                                   | 20.000    |
| Brasilien (PMB)              | Platin                                                                 | 40.000    |
| Dänemark (IFPI)              | Platin                                                                 | 90.000    |
| Deutschland (BVMI)           | Gold                                                                   | 200.000   |
| Frankreich (SNEP)            | Gold                                                                   | 100.000   |
| Italien (FIMI)               | Gold                                                                   | 25.000    |
| Kanada (MC)                  | Gold                                                                   | 40.000    |
| Neuseeland (RMNZ)            | 2× Platin                                                              | 60.000    |
| Niederlande (NVPI)           | Platin                                                                 | 80.000    |
| Norwegen (IFPI)              | Platin                                                                 | 60.000    |
| Österreich (IFPI)            | Gold                                                                   | 15.000    |
| Polen (ZPAV)                 | Diamant                                                                | 100.000   |
| Portugal (AFP)               | Gold                                                                   | 5.000     |
| Schweiz (IFPI)               | Platin                                                                 | 20.000    |
| Spanien (Promusicae)         | Platin                                                                 | 60.000    |
| Vereinigtes Königreich (BPI) | 2× Platin                                                              | 1.500.000 |
| Insgesamt                    | 7× Gold · 13× Platin · 1× Diamant ·                                    | 2.625.000 |

### For You
| Land/Region                  | Auszeichnungen für Musikverkäufe (Land/Region, Auszeichnung, Verkäufe) | Verkäufe  |
| ---------------------------- | ---------------------------------------------------------------------- | --------- |
| Australien (ARIA)            | 2× Platin                                                              | 140.000   |
| Belgien (BRMA)               | Gold                                                                   | 20.000    |
| Brasilien (PMB)              | Diamant                                                                | 160.000   |
| Dänemark (IFPI)              | Platin                                                                 | 90.000    |
| Deutschland (BVMI)           | Platin                                                                 | 400.000   |
| Frankreich (SNEP)            | Gold                                                                   | 100.000   |
| Italien (FIMI)               | Platin                                                                 | 50.000    |
| Kanada (MC)                  | Platin                                                                 | 80.000    |
| Neuseeland (RMNZ)            | Platin                                                                 | 30.000    |
| Norwegen (IFPI)              | Platin                                                                 | 60.000    |
| Österreich (IFPI)            | Gold                                                                   | 15.000    |
| Polen (ZPAV)                 | 2× Platin                                                              | 40.000    |
| Portugal (AFP)               | Gold                                                                   | 5.000     |
| Schweden (IFPI)              | Gold                                                                   | 40.000    |
| Spanien (Promusicae)         | Gold                                                                   | 30.000    |
| Vereinigtes Königreich (BPI) | Platin                                                                 | 600.000   |
| Insgesamt                    | 6× Gold · 11× Platin · 1× Diamant ·                                    | 1.860.000 |

### Girls
| Land/Region                  | Auszeichnungen für Musikverkäufe (Land/Region, Auszeichnung, Verkäufe) | Verkäufe |
| ---------------------------- | ---------------------------------------------------------------------- | -------- |
| Australien (ARIA)            | Gold                                                                   | 35.000   |
| Brasilien (PMB)              | 2× Platin                                                              | 80.000   |
| Norwegen (IFPI)              | Gold                                                                   | 30.000   |
| Polen (ZPAV)                 | Gold                                                                   | 10.000   |
| Vereinigtes Königreich (BPI) | Gold                                                                   | 400.000  |
| Insgesamt                    | 4× Gold · 2× Platin ·                                                  | 555.000  |

### Let You Love Me
| Land/Region                  | Auszeichnungen für Musikverkäufe (Land/Region, Auszeichnung, Verkäufe) | Verkäufe  |
| ---------------------------- | ---------------------------------------------------------------------- | --------- |
| Australien (ARIA)            | 4× Platin                                                              | 280.000   |
| Belgien (BRMA)               | Gold                                                                   | 20.000    |
| Brasilien (PMB)              | 2× Platin                                                              | 80.000    |
| Dänemark (IFPI)              | Platin                                                                 | 90.000    |
| Deutschland (BVMI)           | Gold                                                                   | 200.000   |
| Frankreich (SNEP)            | Gold                                                                   | 100.000   |
| Italien (FIMI)               | Gold                                                                   | 25.000    |
| Neuseeland (RMNZ)            | 2× Platin                                                              | 60.000    |
| Niederlande (NVPI)           | Platin                                                                 | 80.000    |
| Norwegen (IFPI)              | Platin                                                                 | 60.000    |
| Österreich (IFPI)            | Gold                                                                   | 15.000    |
| Polen (ZPAV)                 | Diamant                                                                | 250.000   |
| Portugal (AFP)               | Platin                                                                 | 10.000    |
| Schweiz (IFPI)               | Gold                                                                   | 10.000    |
| Spanien (Promusicae)         | Gold                                                                   | 30.000    |
| Vereinigte Staaten (RIAA)    | Gold                                                                   | 500.000   |
| Vereinigtes Königreich (BPI) | 2× Platin                                                              | 1.200.000 |
| Insgesamt                    | 8× Gold · 14× Platin · 1× Diamant ·                                    | 3.010.000 |

### Only Want You
| Land/Region                  | Auszeichnungen für Musikverkäufe (Land/Region, Auszeichnung, Verkäufe) | Verkäufe |
| ---------------------------- | ---------------------------------------------------------------------- | -------- |
| Brasilien (PMB)              | Gold                                                                   | 20.000   |
| Dänemark (IFPI)              | Gold                                                                   | 45.000   |
| Polen (ZPAV)                 | Gold                                                                   | 25.000   |
| Vereinigtes Königreich (BPI) | Silber                                                                 | 200.000  |
| Insgesamt                    | 1× Silber · 3× Gold ·                                                  | 290.000  |

### R.I.P.(mit Sofia Reyes)
| Land/Region               | Auszeichnungen für Musikverkäufe (Land/Region, Auszeichnung, Verkäufe) | Verkäufe |
| ------------------------- | ---------------------------------------------------------------------- | -------- |
| Brasilien (PMB)           | 3× Platin                                                              | 120.000  |
| Mexiko (AMPROFON)         | Platin                                                                 | 60.000   |
| Peru (UNIMPRO)            | 2× Platin                                                              | 12.000   |
| Portugal (AFP)            | Platin                                                                 | 10.000   |
| Spanien (Promusicae)      | Platin                                                                 | 60.000   |
| Vereinigte Staaten (RIAA) | Platin                                                                 | 60.000   |
| Insgesamt                 | 9× Platin ·                                                            | 322.000  |

### Carry On
| Land/Region                  | Auszeichnungen für Musikverkäufe (Land/Region, Auszeichnung, Verkäufe) | Verkäufe |
| ---------------------------- | ---------------------------------------------------------------------- | -------- |
| Australien (ARIA)            | Gold                                                                   | 35.000   |
| Dänemark (IFPI)              | Gold                                                                   | 45.000   |
| Kanada (MC)                  | Gold                                                                   | 40.000   |
| Mexiko (AMPROFON)            | Gold                                                                   | 30.000   |
| Polen (ZPAV)                 | Platin                                                                 | 20.000   |
| Schweiz (IFPI)               | Gold                                                                   | 10.000   |
| Vereinigtes Königreich (BPI) | Silber                                                                 | 200.000  |
| Insgesamt                    | 1× Silber · 5× Gold · 1× Platin ·                                      | 380.000  |

### Ritual
| Land/Region                  | Auszeichnungen für Musikverkäufe (Land/Region, Auszeichnung, Verkäufe) | Verkäufe  |
| ---------------------------- | ---------------------------------------------------------------------- | --------- |
| Belgien (BRMA)               | Gold                                                                   | 20.000    |
| Brasilien (PMB)              | 3× Platin                                                              | 120.000   |
| Dänemark (IFPI)              | Gold                                                                   | 45.000    |
| Frankreich (SNEP)            | Gold                                                                   | 100.000   |
| Italien (FIMI)               | Gold                                                                   | 25.000    |
| Kanada (MC)                  | Platin                                                                 | 80.000    |
| Norwegen (IFPI)              | Platin                                                                 | 60.000    |
| Polen (ZPAV)                 | Diamant                                                                | 250.000   |
| Portugal (AFP)               | Gold                                                                   | 5.000     |
| Schweden (IFPI)              | Platin                                                                 | 80.000    |
| Spanien (Promusicae)         | Platin                                                                 | 60.000    |
| Vereinigtes Königreich (BPI) | Platin                                                                 | 600.000   |
| Insgesamt                    | 5× Gold · 8× Platin · 1× Diamant ·                                     | 1.445.000 |

### You for Me
| Land/Region                  | Auszeichnungen für Musikverkäufe (Land/Region, Auszeichnung, Verkäufe) | Verkäufe |
| ---------------------------- | ---------------------------------------------------------------------- | -------- |
| Kanada (MC)                  | Gold                                                                   | 40.000   |
| Vereinigtes Königreich (BPI) | Silber                                                                 | 200.000  |
| Insgesamt                    | 1× Silber · 1× Gold ·                                                  | 240.000  |

## Auszeichnungen nach Musikstreamings

### R.I.P.
| Land/Region     | Auszeichnungen für Musikverkäufe (Land/Region, Auszeichnung, Verkäufe) | Verkäufe |
| --------------- | ---------------------------------------------------------------------- | -------- |
| Dänemark (IFPI) | Gold                                                                   | 900.000  |
| Insgesamt       | 1× Gold ·                                                              | 900.000  |

### I Will Never Let You Down
| Land/Region     | Auszeichnungen für Musikverkäufe (Land/Region, Auszeichnung, Verkäufe) | Verkäufe  |
| --------------- | ---------------------------------------------------------------------- | --------- |
| Dänemark (IFPI) | Gold                                                                   | 1.300.000 |
| Insgesamt       | 1× Gold ·                                                              | 1.300.000 |

### Black Widow
| Land/Region          | Auszeichnungen für Musikverkäufe (Land/Region, Auszeichnung, Verkäufe) | Verkäufe  |
| -------------------- | ---------------------------------------------------------------------- | --------- |
| Dänemark (IFPI)      | Platin                                                                 | 2.600.000 |
| Spanien (Promusicae) | Gold                                                                   | 4.000.000 |
| Insgesamt            | 1× Gold · 1× Platin ·                                                  | 6.600.000 |

## Statistik und Quellen
| Land/RegionAuszeichnungen für Musikverkäufe (Land/Region, Auszeichnungen, Verkäufe, Quellen) | Silber     | Gold       | Platin         | Diamant     | Verkäufe   | Quellen                           |
| -------------------------------------------------------------------------------------------- | ---------- | ---------- | -------------- | ----------- | ---------- | --------------------------------- |
| Australien (ARIA)                                                                            | —          | 4× Gold4   | 19× Platin19   | —           | 1.470.000  | aria.com.au                       |
| Belgien (BRMA)                                                                               | —          | 5× Gold5   | Platin1        | —           | 125.000    | ultratop.be                       |
| Brasilien (PMB)                                                                              | —          | Gold1      | 17× Platin17   | Diamant1    | 920.000    | pro-musicabr.org.br               |
| Dänemark (IFPI)                                                                              | —          | 5× Gold5   | 7× Platin7     | —           | 675.000    | ifpi.dk                           |
| Deutschland (BVMI)                                                                           | —          | 7× Gold7   | 3× Platin3     | —           | 2.500.000  | musikindustrie.de                 |
| Frankreich (SNEP)                                                                            | —          | 5× Gold5   | Platin1        | —           | 694.166    | snepmusique.com                   |
| Italien (FIMI)                                                                               | —          | 5× Gold5   | 4× Platin4     | —           | 315.000    | fimi.it                           |
| Kanada (MC)                                                                                  | —          | 4× Gold4   | 6× Platin6     | —           | 640.000    | musiccanada.com                   |
| Mexiko (AMPROFON)                                                                            | —          | Gold1      | Platin1        | —           | 90.000     | amprofon.com.mx                   |
| Neuseeland (RMNZ)                                                                            | —          | 3× Gold3   | 15× Platin15   | —           | 447.500    | aotearoamusiccharts.co.nz NZ2 NZ3 |
| Niederlande (NVPI)                                                                           | —          | Gold1      | 3× Platin3     | —           | 260.000    | nvpi.nl                           |
| Norwegen (IFPI)                                                                              | —          | Gold1      | 13× Platin13   | —           | 690.000    | ifpi.no                           |
| Österreich (IFPI)                                                                            | —          | 4× Gold4   | —              | —           | 60.000     | ifpi.at                           |
| Peru (UNIMPRO)                                                                               | —          | —          | 2× Platin2     | —           | 12.000     | Einzelnachweise                   |
| Polen (ZPAV)                                                                                 | —          | 3× Gold3   | 6× Platin6     | 3× Diamant3 | 800.000    | olis.pl                           |
| Portugal (AFP)                                                                               | —          | 4× Gold4   | 3× Platin3     | —           | 50.000     | Einzelnachweise                   |
| Schweden (IFPI)                                                                              | —          | 2× Gold2   | 3× Platin3     | —           | 220.000    | sverigetopplistan.se              |
| Schweiz (IFPI)                                                                               | —          | 2× Gold2   | 2× Platin2     | —           | 60.000     | hitparade.ch                      |
| Singapur (RIAS)                                                                              | —          | Gold1      | —              | —           | 5.000      | rias.org.sg                       |
| Spanien (Promusicae)                                                                         | —          | 5× Gold5   | 4× Platin4     | —           | 350.000    | elportaldemusica.es               |
| Vereinigte Staaten (RIAA)                                                                    | —          | 2× Gold2   | 7× Platin7     | —           | 7.060.000  | riaa.com                          |
| Vereinigtes Königreich (BPI)                                                                 | 6× Silber6 | 5× Gold5   | 21× Platin21   | —           | 16.526.000 | bpi.co.uk                         |
| Insgesamt                                                                                    | 6× Silber6 | 70× Gold70 | 138× Platin138 | 4× Diamant4 |            |                                   |